# Chishi Island
Chishi Island (auch Chisi Island) ist eine Insel im Bangweulusee in Sambia.

## Beschreibung
Die Insel hat eine Länge von knapp elf Kilometern, wobei der längere Südteil nur einige hundert Meter breit ist – der Norden der Insel ist dagegen bis vier Kilometer breit. Charakteristisch für Chishi ist die Nordost-Südwest-Ausrichtung der Insel, welche auch das Nordostufer des Sees sowie die größere Insel Mbabala aufweisen. Diese Formen sind womöglich Hinweise auf einen alten Einschlagkrater.
Da sich Chishi in der Mitte des Bangweulusees befindet, ist die Insel im Gegensatz zu den meisten anderen Inseln des Sees bzw. des umliegenden Sumpflands auch in der Trockenzeit vollständig von Wasser umgeben. Auf dem Eiland leben einige Fischer in kleinen Dörfern.